# TT92

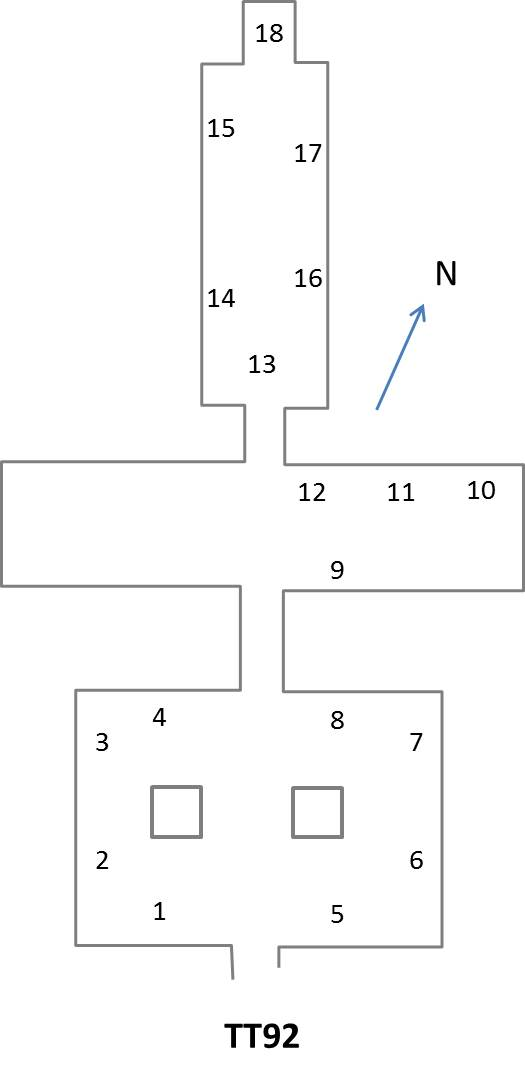
Plan der Grabkapelle

Das Grab TT92 (Theban Tomb – Thebanisches Grab Nummer 92) befindet sich in Theben-West bei dem modernen Ort Luxor in Ägypten in dem Nekropolenteil, der heute el-Qurna genannt wird. Die Grabanlage gehört dem Mundschenk des Königs Suemniut, der unter Amenophis II. lebte und amtierte.
Die Grabanlage hat eine oberirdische, in den Fels gehauene Grabkapelle, die zum Teil dekoriert ist, und eine unterirdische Grabkammer (die bisher anscheinend nicht weiter untersucht wurde). Die Grabkapelle besteht aus drei Teilen. Es gibt eine erste Halle, die von zwei Pfeilern gestützt ist. Im Norden schließt sich eine lange Querhalle an. Nur deren Ostseite ist ausgemalt. Weiter im Norden folgt eine lange Halle mit einer Nische ganz im Norden.
Die Malereien in der Grabkapelle sind relativ gut erhalten. Sie zeigen viele Szenen, wie sie auch aus anderen Grabkapellen bekannt sind. Darunter befinden sich Darstellungen von Suemniut mit seiner Gemahlin, wie sie vor dem Opfertisch sitzen. In der Querhalle befindet sich eine Szene, die Suemniut und seine Familie bei der Jagd in den Marschen zeigt. Viele Szenen sind nie fertiggestellt worden, und es lassen sich hier die Stadien belegen, in denen die thebanischen Wandmalereien angefertigt wurden. In der ersten Halle sieht man auf der Ostwand nur Vorzeichnungen der Figuren, wobei ein Schachbrettlinienmuster als Malhilfe diente. In der Querhalle befindet sich  auf der Ostwand eine weitere unfertige Szene. Ganz rechts sieht man Suemniut und seine Frau. Die Figuren sind weitestgehend fertig, doch fehlen Beischriften. Vor ihnen (links) befinden sich Opfergaben. Vor den Opfergaben steht eine Figur, deren Umrisse vollendet wurden, die aber nicht farbig ausgemalt ist. Hinter ihr ist die Wand nur geglättet, und es finden sich Leitlinien für weitere Figuren, von denen nur vier in Umrissen gezeichnet sind.